# Dorsal de Juan de Fuca
La dorsal de Juan de Fuca és un centre d'extensió (divergència tectònica) al un límit de plaques divergents situat a la costa de la regió del nord-oest del Pacífic d'Amèrica del Nord, a prop de la costa de l'estat de Washington i de la província de Colúmbia Britànica.
La dorsal (carena) separa la placa del Pacífic a l'oest i la placa de Juan de Fuca a l'est. Discorre generalment cap al nord, amb una longitud d'aproximadament 500 quilòmetres. En l'actualitat la dorsal empeny la placa Juan de Fuca que subdueix sota la placa nord-americana, formant la zona de subducció anomenada Cascadia.
S'estén cap al nord des d'un límit transformant: la zona de fractura de Blanco, fins a una triple cruïlla amb la falla de Nootka i la zona de fractura de Sovanco. Al cantó est es troba la placa de Juan de Fuca, que conjuntament amb la placa Gorda i la placa Explorador és el queda de l'antiga i vasta placa de Farallon. Ara la dorsal és una secció del que havia estat la gran dorsal del Pacífic-Farallon, que era el centre d'expansió principal d'aquesta regió, impulsant la placa de Farallon per sota de la placa nord-americana (tectònica de plaques) 

## Descoberta
Els primers indicis de l'existència de la dorsal submarina van ser detallats per l'USS Tuscarora, un vaixell de la Marina dels Estats Units sota el comandament de George Belknap, l'any 1874 mentre estudiaven una ruta per a un cable submarí entre els Estats Units i el Japó. Van descobrir una serralada submarina a uns 320 quilòmetres de Cape Flattery que, en aquell moment, no van considerar prou important perquè en el seu viatge van trobar altres llocs amb un major relleu submarí, fent que la dorsal semblés insignificant.

## Geologia
La dorsal Juan de Fuca va integrar en el passat part del sistema més gran de dorsals Pacífic-Farallon. Fa uns 30 milions d'anys, la placa de Farallon, impulsada cap a l'exterior per la dorsal Pacífic-Farallon, va subduir per sota de la placa nord-americana, dividint-se en la placa Juan de Fuca al nord i la placa de Cocos i la placa de Nazca al sud.

## Característiques
El volcà submarí més important està situat a la cresta de la dorsal a una profunditat de 1.400 metres sota el nivell del mar, i s'eleva 700 metres per sobre de l'alçada mitjana de la dorsal. És és el volcà més actiu de la conca nord-est del Pacífic, i s'hi ha instal·lat un observatori submarí cablejat formant part de la Iniciativa Ocean Observatories de la National Science Foundation i per això és un dels volcans més ben estudiats a les dorsals oceàniques del món.
El segment anomenat Endeavour, a l'extrem nord de la dorsal, és una altra regió activa i també molt estudiada. Existeixen grans contrastos químics i tèrmics i alts nivells d'activitat sísmica on les comunitats biològiques i els sistemes hidrotermals són un focus important de recerca. Les obertures hidrotermals més intenses i actives es troben al llarg del segment Endeavour, amb més de 800 xemeneies observades dins de la regió central de la dorsal, i un total de cinc camps hidrotermals principals al llarg de la carena.
Aquestes xemeneies alliberen grans quantitats de minerals rics en sofre a l'aigua, que permeten que els bacteris oxidin els compostos orgànics i els metabolitzin anaeròbicament. Això permet que existeixi un ecosistema divers d'organismes en condicions de baix oxigen a prop del fons marí a les vores de la dorsal.

## Erupcions i terratrèmols

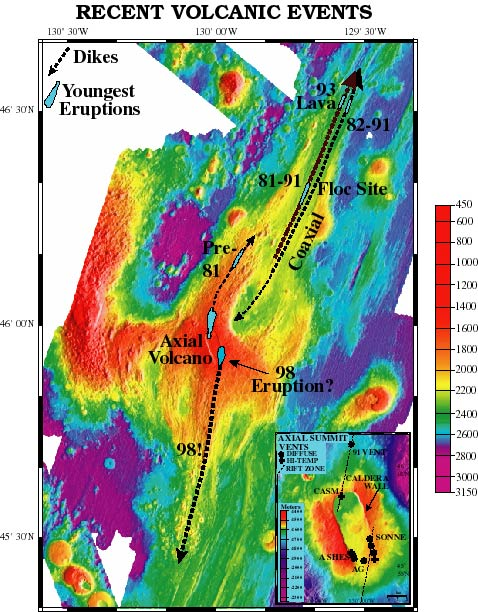
Diagrama batimètric de la muntanya submarina (axial), que mostra l'erupció de 1998 i la segmentació per zones.

La primera erupció documentada a la dorsal Juan de Fuca es va produir entre els anys 1986 i 1987 al segment de l'escletxa. Els grans plomalls hidrotermals van indicar un gran obertura (rifting), alliberant fluids hidrotermals com a resultat de l'extrusió de les laves d'un dic. La majoria de les erupcions al llarg de la dorsal són esdeveniments d'injecció, on la roca fosa s'extrudeix en esquerdes a la capa de dic de l'escorça. Es poden predir els esdeveniments típicament eruptius ja que, normalment, són precedits per sèries de terratrèmols a tota la regió.
Un esdeveniment significatiu es va produir el juny de 1993 i va durar 24 dies a la vora del segment axial. Els vaixells oceanogràfics desplegats després de l'erupció van prendre mostres i un cop refredades les colades de lava, hi van descobrir comunitats microbianes que habitaven el fons marí al voltant de la dorsal.
Al febrer de 1996, es va registrar un esdeveniment consistent en 4.093 terratrèmols, que va durar 34 dies al volcà axial, amb resultats científics similars a l'erupció de 1993.
El gener de 1998, una sèrie de 8.247 terratrèmols va durar 11 dies al volcà submarí. La lava va baixar pel vessant sud del volvà, creant un flux de làmines de més de 3 km de llargària i 800 m d'amplada. Va ser el primer cop que es va poder monitorar una erupció submarina in situ i en temps real.
El juny de 1999, es van enregistrar 1.863 terratrèmols durant 5 dies, i s'observà un augment de la temperatura hidrotermal al segment de Main Endeavour.
El setembre de 2001, es van detectar 14.215 terratrèmols durant un període de 25 dies al segment mitjà.
L'any 2011, durant una immersió al volcà submarí, es van descobrir noves colades de lava i alguns instruments havien estat enterrats en colades de lava, cosa que indica que el volcà havia entrat en erupció des de l'última expedició realitzada a la zona. Aquesta es considera la primera predicció amb èxit d'una erupció de la muntanya submarina. El sòl de la caldera va caure més de 2 metres després de l'erupció, i depenent de la velocitat a la qual s'infla cambra magmàtica es pot utilitzar per predir la propera erupció. Els investigadors de la Universitat Estatal d'Oregon van suggerir que la muntanya submarina va tenir un interval tranquil d'aproximadament 16 anys, cosa que va fer predir que la propera gran erupció axial seria el 2014. La fase eruptiva es va produir finalment el 2015. Amb tot, el mecanisme concret que origina les erupcions segueix sent imprecís.

## Activitat tectònica

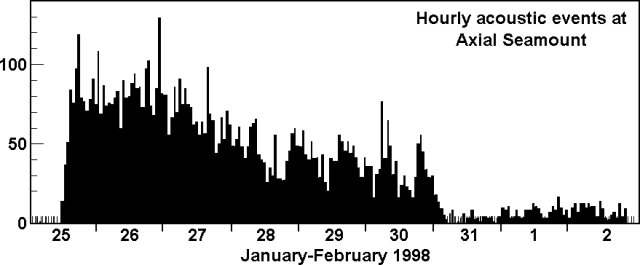
Fonograma enregistrat al volcà submarí (Axial Seamount) durant l'erupció de 1998 (gener-febrer). (nota: les dades que manquen es van perdre i no s'han recuperat)

La dorsal progressa des del centre axial cap enfora a una velocitat aproximada de 6 centímetres per any. L'activitat tectònica a la cresta de la dorsal està monitoritzada amb hidròfons (sistema de vigilància acústica,SOSUS) per la Marina dels Estats Units, que permet la detecció en temps real de terratrèmols i erupcions. La placa Juan de Fuca és empesa cap a l'est per sota de la placa nord-americana, formant el que es coneix com la zona de subducció de Cascadia a la costa nord-oest del Pacífic. La placa, que no se subdueix fàcilment, pot patir un bloqueig amb la placa nord-americana. Quan això s'esdevé, la tensió s'acumula fins que hi hagi terratrèmols sobtats massius que poden arribar a una magnitud 9 o superior al fons marí.